# Youssouf Koné
Youssouf Koné (Bamako, 5 juli 1995) is een Malinees voetballer die doorgaans als centrale verdediger speelt. Hij tekende in juli 2019 een contract tot medio 2024 bij Olympique Lyon, dat €9.000.000,- voor hem betaalde aan Lille OSC. Koné debuteerde in 2015 in het Malinees voetbalelftal.

## Clubcarrière
Koné komt uit de jeugdacademie van Lille OSC. Op 2 maart 2014 vierde hij zijn competitiedebuut tegen AC Ajaccio. Hij mocht na 84 minuten invallen voor Divock Origi. Op 12 april 2014 mocht hij opnieuw invallen, ditmaal in het eigen Stade Pierre-Mauroy tegen Valenciennes.

## Interlandcarrière
Koné debuteerde op 6 september 2015 in het Malinees voetbalelftal, tijdens een kwalificatiewedstrijd voor het Afrikaans kampioenschap 2017 in en tegen Benin. Hij maakte twee jaar ook deel uit van de Malinese ploeg op het hoofdtoernooi, maar kwam daarop zelf niet in actie. Dat deed hij wel op het het Afrikaans kampioenschap 2019, als basisspeler.
1 Lopes ·
3 Tagliafico ·
4 Akouokou ·
6 Caqueret ·
7 Veretout ·
8 Tolisso ·
9 Orban ·
10 Lacazette  ·
11 Fofana ·
15 Tessmann ·
16 Vinícius ·
17 Benrahma ·
18 Cherki ·
19 Niakhaté ·
20 Kumbedi ·
22 Mata ·
23 Perri ·
27 Omari ·
28 Da Silva ·
31 Matić ·
34 Diawara ·
37 Nuamah ·
40 Descamps ·
55 Ćaleta-Car ·
69 Mikautadze ·
98 Maitland-Niles ·
Coach: Sage
· Keeperstrainer: Vercoutre